# ディア・ジェシー
「ディア・ジェシー」 (Dear Jessie) はマドンナの曲で、1989年に発表されたアルバム『ライク・ア・プレイヤー』から通算5枚目のシングル・カットとしてリリース。イギリスでは4枚目、そしてアルバム最後のシングルとして1989年12月2日にリリースされた。アメリカと日本では「ディア・ジェシー」の代わりに「オー・ファーザー」、「キープ・イット・トゥゲザー」がそれぞれ4枚目、5枚目のシングルとしてリリースされている。

## 解説
「ディア・ジェシー」は曲のプロデューサーであるパトリック・レナードの娘ジェシーに捧げられた子守唄である。音楽的には、ストリングス、ブラス・サウンドを大きく起用しており、アルバムの中で次に進行する「オー・ファーザー」と構成的に繋がっている。この構成によりアルバム『ライク・ア・プレイヤー』は劇的なクライマックスを迎えることになる。童話またはファンタジーからの空想の生き物やキャラクターが登場する歌詞は、明るく夢想的であり、マドンナには珍しい作品である。
アニメーション・シティーによって制作された、ミュージック・ビデオはアニメとライブ・アクションが混ざった、子供向けの作品である。このヴィデオの中ではマドンナはアニメの妖精として登場、ガリバーやピーター・パンの住むおとぎの国を紹介する。
シングルのジャケットには、写真家ハーブ・リッツによる、マドンナが1987年の「フーズ・ザット・ガール・ツアー」で来日した時、東京のホテルで撮られた写真が使われた。この写真では曲のディズニー的なテーマにふさわしく、ミッキーマウスの耳の飾りをかぶったマドンナの姿が見られる。

## 収録曲
UK カセット・シングル (W2668C)
1. ディア・ジェシー　Dear Jessie　(Edit) 4:20
2. デス・ドゥ・アス・パート　Till Death Do Us Part　(Album Version) 5:10

UK/独 7" レコード・シングル (9 22668-7 W2668)
1. ディア・ジェシー　Dear Jessie　(Edit) 4:20
2. デス・ドゥ・アス・パート　Till Death Do Us Part　(Album Version) 5:16

UK 7" 限定版ピクチャー・レコード・シングル (W2668P)
1. ディア・ジェシー　Dear Jessie　(Edit) 4:20
2. デス・ドゥ・アス・パート　Till Death Do Us Part　(Album Version) 5:16

UK 12" レコード・シングル (W2668T)
1. ディア・ジェシー　Dear Jessie　(Edit) 4:20
2. デス・ドゥ・アス・パート　Till Death Do Us Part　(Album Version) 5:16
3. ホリディ Holiday　(12" Version) 6:08

UK 12" 限定版ポスター付き・レコード・シングル (W2668TW)
1. ディア・ジェシー　Dear Jessie　(Edit) 4:20
2. デス・ドゥ・アス・パート　Till Death Do Us Part　(Album Version) 5:16
3. ホリディ Holiday　(12" Version) 6:08

UK/独 5" CD Maxi・シングル (921 421-2 W2668CD)
1. ディア・ジェシー　Dear Jessie　(Edit) 4:20
2. デス・ドゥ・アス・パート　Till Death Do Us Part　(Album Version) 5:16
3. ホリディ Holiday　(12" Version) 6:08

UK 5" 限定版ピクチャー・CD Maxi・シングル (W2668CDX)
1. ディア・ジェシー　Dear Jessie　(Edit) 4:20
2. デス・ドゥ・アス・パート　Till Death Do Us Part　(Album Version) 5:16
3. ホリディ Holiday　(12" Version) 6:08